# Ctenochira inversa
Ctenochira inversa là một loài tò vò trong họ Ichneumonidae.